# Oligotoma montana
Oligotoma montana is een insectensoort uit de familie Oligotomidae, die tot de orde webspinners (Embioptera) behoort. De soort komt voor in India.
Oligotoma montana is voor het eerst wetenschappelijk beschreven door Kapur & Kripalani in 1957.